# Biełkard Grodno
Nioman-Biełkard Grodno (biał. ФК «Нёман-Белкард» Гродна) – białoruski klub piłkarski z siedzibą w Grodnie.

## Historia
Chronologia nazw:
- 1992: Kardan-Fłajers Grodno (biał. ФК «Кардан-Флаерс» (Гродна))
- 1998: Biełkard Grodno (biał. ФК «Белкард» (Гродна))
- 1999: klub rozwiązano – po fuzji z Nioman Grodno
- 2006: Dynama-Biełkard Grodno (biał. ФК «Дынама-Белкард» (Гродна))
- 2009: Biełkard Grodno (biał. ФК «Белкард» (Гродна))
- 2022: Nioman-Biełkard Grodno (biał. ФК «Нёман-Белкард» (Гродна))

Klub Piłkarski Kardan-Fłajers został założony w Grodnie w 1992 roku i reprezentowała miejscowy zakład "Biełkard". W 1992 zespół startował w rozgrywkach Trzeciej lidze. W 1994 roku zwyciężył w lidze i awansował do Drugiej lidze, w której grał do 1998 roku, kiedy to Biełkard połączył się z miejscowym rywalem Niomanem w Neuman-Belcard”. 
W 2006 roku klub odrodził się pod nazwą Dynama-Biełkard i od razu zwyciężył w Drugiej lidze. W 2009 roku nazwę skrócono do Biełkard. Po zakończeniu sezonu 2011 zespół stracił miejsce w Pierszej lidze. Sezon 2012 spędził w Drugiej Lidze Mistrzostw Białorusi, a od 2013 roku nie brał udziału w ogólnokrajowych rozgrywkach dorosłych, występując wyłącznie na szczeblu młodzieżowym.
Później klub zaczął brać udział w mistrzostwach obwodu grodzieńskiego, przez pewien czas był połączony z klubem "Masty". W 2022 roku pod nazwą Nioman-Biełkard startował w Drugiej lidze, gdzie zwyciężył w dywizji grodzieńskiej i awansował do baraży, gdzie ostatecznie zajął 7. miejsce.

## Współpraca
Klub współpracuje w zakresie wymiany wiedzy piłkarskiej, a także organizacji meczów sparingowych i turniejów halowych z MKP Pogoń Siedlce.

## Inne
- Nioman Grodno